# Sint-Michielsgestel
Sint-Michielsgestel és un municipi de la província del Brabant del Nord, al sud dels Països Baixos. L'1 de gener del 2009 tenia 28.197 habitants repartits sobre una superfície de 59,89 km² (dels quals 0,93 km² corresponen a aigua). Limita al nord amb 's-Hertogenbosch i Maasdonk, a l'oest amb Vught, a l'est amb Bernheze i al sud amb Boxtel i Schijndel

## Centres de població
Beekveld, Berlicum, Besselaar, Doornhoek, Haanwijk, Hal, Halder, De Bus, De Hogert, De Loofaart, Den Dungen, Gemonde, Heikantse Hoeve, Hersend, Hezelaar, Hoek, Kerkeind, Laar, Maaskantje, Middelrode, Nijvelaar, Plein, Poeldonk, Ruimel, Tielse Hoeve, Wielsche Hoeven, Wamberg en Woud.

## Ajuntament
- CDA 4 regidors
- PvdA 4 regidors
- DorpsGoed 4 regidors
- Plaatselijke Politieke Alliantie 3 regidors
- Gestels Belang 2 regidors
- VVD 2 regidors
- Senioren Gestel 1 regidor
- Lijst Gemonde 1 regidor